# Kefersteinia haploseta
Kefersteinia haploseta är en ringmaskart som beskrevs av Perkins 1984. Kefersteinia haploseta ingår i släktet Kefersteinia och familjen Hesionidae. Inga underarter finns listade i Catalogue of Life.